# Lucius Neratius Priscus (consul en 180)
Lucius Neratius Priscus (fl. c. 180) était un homme politique de l'Empire romain.

## Biographie
Fils de Lucius Neratius Proculus et de sa femme Eggia Marulla. Il appartient à l'importante famille des Neratii, originaires de Saepinum dans le Samnium, connus dès le Ier siècle et plusieurs fois liés aux dynasties impériales.
Il fut consul suffect autour de 180.
Il marié avec Accia, fille de Accius Julianus, et eut Neratia Prisca, mariée avec Lucius Neratius Junius Macer, consularis vir in Saepinum, marié avec Fulvia Plautia, fille de Gaius Fulvius Plautianus Hortensianus, frère de Fulvia Plautilla, fils et fille de Gaius Fulvius Plautianus, exilés depuis 22 février 205 à Lipari et exécutés en 211 ou 212, et de sa femme Aurelia Galla, les parents de Lucius Junius Aurelius Neratius Gallus Fulvius Macer (fl. c. 230), tribun militaire, le père de Lucius Junius Neratius Gallus Fulvius Macer.